# Çermik
Çermik, auch Şamkuş (armenisch Ջերմուկ Tschermuk, zazaisch Çêrmug, kurdisch Çêrmûg), ist eine Stadt im gleichnamigen Landkreis der türkischen Provinz Diyarbakır und gleichzeitig ein Stadtbezirk der 1993 geschaffenen Büyükşehir belediyesi Diyarbakır (Großstadtgemeinde/Metropolprovinz). Çermik liegt im Westen der Provinz und grenzt an die Provinzen Şanlıurfa, Elazığ und Adıyaman und erhielt 1904 den Status einer Belediye (Gemeinde).
Ende 2020 lag Çermik mit 51.058 Einwohnern auf dem 9. Platz der bevölkerungsreichsten Landkreise in der Provinz Diyarbakır. Die Bevölkerungsdichte liegt mit 54 Einwohnern je Quadratkilometer unter dem Provinzdurchschnitt (118 Einwohner je km²).

## Söhne und Töchter der Stadt
- Ziya Gökalp (1876–1924)
- Mahmut Tekdemir (* 1988), türkischer Fußballspieler
- Musa Yiğit (* 1992), türkischer Fußballspieler